# Stacie Anaka

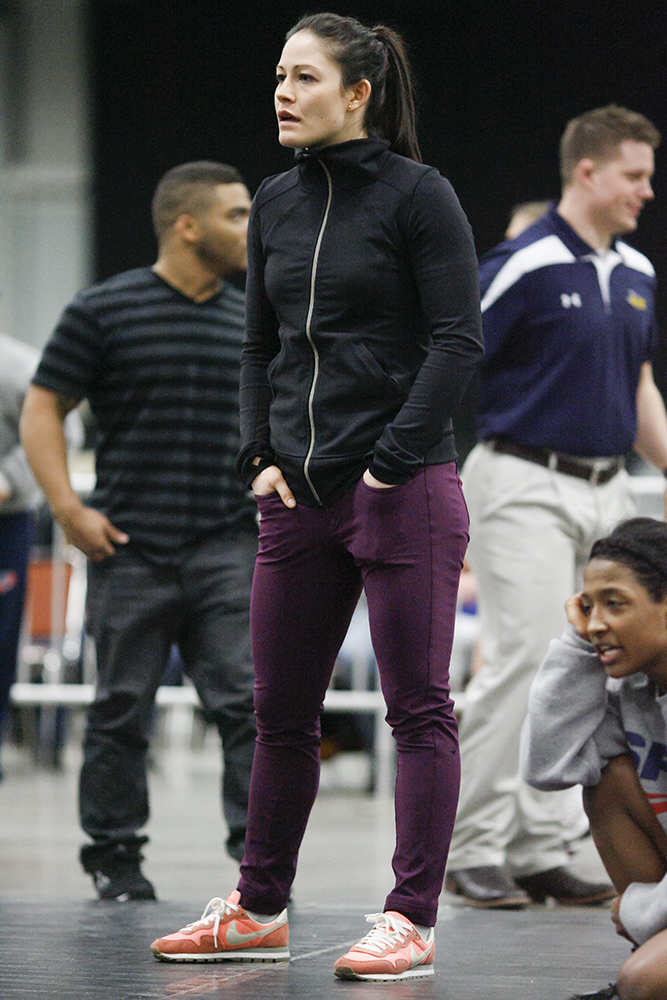
Stacie Anaka 2014

Stacie Anaka (* 5. September 1987) ist eine kanadische Ringerin. Sie wurde 2013 Vize-Weltmeisterin in der Gewichtsklasse bis 67 kg Körpergewicht.

## Werdegang
Stacie Anaka begann als Jugendliche 1994 beim Reynolds-Wrestling-Club Victoria mit dem Ringen. Nach Aufnahme eines Studiums an der Simon-Fraser-University in Burnaby wurde sie Mitglied des Burnaby Mountain Wrestling-Club. Trainiert wurde bzw. wird sie von Jason Kerluck, Mike Jones und Justin Abdou. Als Erwachsene ringt sie bei einer Größe von 1,68 Metern entweder in der Gewichtsklasse bis 63 kg oder in der bis 67 kg Körpergewicht.
Die ersten Erfolge als Ringerin stellten sich für Stacie Anaka im Jahre 2005 ein. Sie wurde in diesem Jahr kanadische Vize-Meisterin bei den Juniorinnen in der Gewichtsklasse bis 65 kg. 2006 und 2007 gewann sie den kanadischen Junioren-Meistertitel in den Gewichtsklassen bis 67 kg bzw. bis 63 kg. 2007 startete sie auch bei der kanadischen Meisterschaft der Damen und belegte dabei in der Gewichtsklasse bis 63 kg den 3. Platz. Auch von 2008 bis 2013 startete sie jedes Jahr bei der kanadischen Meisterschaft und gewann dabei immer Medaillen. Kanadische Meisterin wurde sie in den Jahren 2009 in der Gewichtsklasse bis 63 kg und 2013 in der Gewichtsklasse bis 67 kg Körpergewicht.
Ihre internationale Karriere begann im Jahre 2006. Sie nahm in diesem Jahr an der Junioren-Weltmeisterschaft in Guatemala-Stadt teil, kam dort aber in der Gewichtsklasse bis 67 kg nur auf den 7. Platz. Ihre erste internationale Medaille gewann sie dann bei der Junioren-Weltmeisterschaft 2007 in Peking. Sie belegte dort in der Gewichtsklasse bis 63 kg den 3. Platz. 2009 gewann sie ihre erste Medaille bei einer internationalen Meisterschaft bei den Damen. Bei der Panamerikanischen Meisterschaft in Maracaibo belegte sie dabei in der Gewichtsklasse bis 63 kg hinter Elena Piroschkowa, Vereinigte Staaten und Katherine Vidiaux Lopez, Kuba, den 3. Platz. Den gleichen Platz belegte sie auch bei der Panamerikanischen Meisterschaft 2010 in Monterrey/Mexiko. Auch hier platzierten sich Elena Piroschkowa und Katherina Vidiaux Lopez vor ihr.
2012 versuchte sich Stacie Anaka für die Olympischen Spiele in London zu qualifizieren. Sie scheiterte aber schon in der kanadischen Vorausscheidung an der Ex-Weltmeisterin Martine Dugrenier. Sie kam aber im September 2012 bei der Weltmeisterschaft in Stathcona County/Kanada in der Gewichtsklasse bis 72 kg zum Einsatz, verlor dort aber ihren ersten Kampf gegen Maria Selmaier aus Deutschland. Da diese das Finale nicht erreichte, schied sie aus und kam nur auf den 12. Platz.
Der endgültige Durchbruch auf der internationalen Ringermatte gelang Stacie Anaka aber im Jahre 2013. Im April dieses Jahres wurde sie in Panama-Stadt panamerikanische Meisterin in der Gewichtsklasse vis 67 kg vor Leidy Marcela Izquierda Mendez, Kolumbien und Julia Salata, Vereinigte Staaten. Im Juli 2013 gewann sie bei der Universiade in Kasan in der gleichen Gewichtsklasse hinter Sara Dosho, Japan und Otschirbatyn Nasanburmaa, Mongolei eine Bronzemedaille und bei der Weltmeisterschaft im September 2013 besiegte sie Nasanburmaa Ochairbat, Gosal Sutowa, Aserbaidschan und Zhou Zhangting, China und traf im Finale auf Alina Stadnyk-Machynja aus der Ukraine, gegen die sie knapp nach Punkten verlor. Sie wurde damit Vize-Weltmeisterin.

## Internationale Erfolge
| Jahr | Platz | Wettbewerb                                         | Gewichtsklasse | Ergebnisse |
| 2004 | 1.    | Canada-Cup in Guelph (Cadets)                      | bis 65 kg      | vor Andrea Llewellyn und Malissa Bryan, beide Kanada |
| 2005 | 3.    | Clansmen-Invitational                              | bis 63 kg      | hinter Viola Yannik und Tashia Umemonto, beide Kanada |
| 2006 | 7.    | Großer Preis von Deutschland in Dormagen           | bis 67 kg      | Siegerin: Olga Chilko, Weißrussland vor Aurora Fajardo Puerto, Spanien |
| 2006 | 7.    | Junioren-WM in Guatemala-Stadt                     | bis 67 kg      | nach einem Sieg über Olga Kalinina, Kasachstan und einer Niederlage gegen Elena Diana Mudrag, Rumänien                                                                                           |
| 2007 | 3.    | Junioren-WM in Peking                              | bis 63 kg      | nach Sieg über Diana Paulina Miranda Gonzalez, Mexiko, Niederlage gegen Jekaterina Melnikowa, Russland und Siegen über Ewgenia Paschtarjuk, Kasachstan und Tserendordschiin Bajardsaja, Mongolei |
| 2007 | 5.    | Hargobind-Open in Surrey                           | bis 63 kg      | Siegerin: Randi Miller, USA vor Alka Tomar, Indien |
| 2008 | 3.    | Canada-Cup in Burnaby                              | bis 63 kg      | hinter Justine Bouchard und Nikita Chicoine, beide Kanada |
| 2008 | 2.    | Guelph-Open                                        | bis 63 kg      | hinter Tori Adams, USA, vor Stefanie Shaw, USA |
| 2008 | 1.    | Hargobind-Open in Surrey                           | bis 63 kg      | vor Megan Buydens und Ashlea McManus, beide Kanada |
| 2009 | 3.    | Panamerikanische Meisterschaft in Maracaibo        | bis 63 kg      | hinter Elena Piroschkowa, USA und Katherina Vidiaux Lopez, Kuba |
| 2009 | 3.    | Sunkist-Kids-International-Open in Phoenix/Arizona | bis 63 kg      | hinter Sara McMann und Veronica Carlson, beide USA |
| 2009 | 3.    | Hargobindf-Open in Surrey                          | bis 63 kg      | hinter Justine Bouchard und Danielle Lappage, beide Kanada |
| 2010 | 3.    | Panamerikanische Meisterschaft in Monterrey/Mexiko | bis 63 kg      | hinter Elena Piroschkowa und Katherine Vidiaux Lopez |
| 2010 | 2.    | Austrian-Lady-Open in Götzis                       | bis 63 kg      | hinter Yvonne Englich-Hees, Deutschland, vor Danielle Lappage und Henna Johansson, Schweden |
| 2010 | 4.    | Sportaccord Combat Games in Peking                 | bis 63 kg      | hinter Olesja Samula, Aserbaidschan, Amberle Montgomery, USA und Yang Pan-Pan, China |
| 2010 | 8.    | Universitäten-WM in Turin                          | bis 63 kg      | Siegerin: Julija Ostaptschuk, Ukraine vor Inna Traschukowa, Russland |
| 2010 | 2.    | Hargobind-Open in Surrey                           | bis 63 kg      | hinter Danielle Lappage, vor Erin Clodgo, USA |
| 2011 | 7.    | "Dave-Schultz"-Memorial in Colorado Springs        | bis 63 kg      | nach einer Niederlage gegen Sorondsonboldyn Battsetseg, Mongolei, einem Sieg über Vanessa Oswalt, USA und einer Niederlage gegen Yvonne Englich-Hees                                             |
| 2011 | 2.    | Hargobind-Open in Surrey                           | bis 63 kg      | hinter Danielle Lappage, vor Trinity Plessinger, USA |
| 2012 | 1.    | "Dave-Schultz"-Memorial in Colorado Springs        | bis 67 kg      | vor Jeramie Herrington, Kanada und Lauren Louive, UsA |
| 2012 | 8.    | Welt-Cup in Tokio                                  | bis 67 kg      | Siegerin: Xu Haiyan, China vor Gosat Sutowa, Aserbaidschan |
| 2012 | 2.    | Canada-Cup in Guelph                               | bis 67 kg      | hinter Dorothy Yeats, Kanada und vor Megan Buydens |
| 2012 | 12.   | WM in Strathcona County/Kanada                     | bis 72 kg      | nach einer Niederlage gegen Maria Selmaier, Deutschland |
| 2013 | 3.    | "Dave-Schultz"-Memorial in Colorado Springs        | bis 67 kg      | hinter Zhou Feng, China und Veronica Carlson |
| 2013 | 1.    | Panamerikanische Meisterschaft in Panama-Stadt     | bis 67 kg      | vor Leidy Marcela Izquierdo Mendez, Kolumbien und Julia Salata, USA |
| 2013 | 1.    | Großer Preis von Deutschland in Dormagen           | bis 67 kg      | vor Swetlana Babuschkina und Julija Bartnowskaja, beide Russland |
| 2013 | 3.    | Battle at the Falls in Niagara Falls               | bis 67 kg      | hinter Alina Stadnyk-Machynja, Ukraine und Veronica Carlson |
| 2013 | 3.    | Universiade in Kasan                               | bis 67 kg      | hinter Sara Dosho, Japan und Otschirbatyn Nasanburmaa, Mongolei, gemeinsam mit Alina Stadnyk-Machynja                                                                                            |
| 2013 | 2.    | WM in Budapest                                     | bis 67 kg      | nach Siegen über Otschirbatyn Nasanburmaa, Gosal Sutowa und Zhou Zhangting, China und einer Niederlage gegen Alina Stadnyk-Machynja                                                              |

## Kanadische Meisterschaften
(nur Seniorenbereich)
| Jahr | Platz | Wettbewerb | Gewichtsklasse                                 |
| 2007 | 3.    | bis 63 kg  | hinter Megan Schweitzer und Tara Hedican       |
| 2008 | 3.    | bis 63 kg  | hinter Justine Bouchard und Megan Schweitzer   |
| 2009 | 1.    | bis 63 kg  | vor Nikita Chicoine und Daniella Lappage       |
| 2010 | 2.    | bis 63 kg  | hinter Justine Bouchard un vor Danelle Lappage |
| 2011 | 3.    | bis 63 kg  | hinter Justine Bouchard und Danelle Lappage    |
| 2012 | 2.    | bis 67 kg  | hinter Dorothy Yeats, vor Megan Buydens        |
| 2013 | 1.    | bis 67 kg  | vor Megan Buydens und Breanne Graham           |

## Erläuterungen
- alle Wettkämpfe im freien Stil
- WM = Weltmeisterschaft